# Bolognesiska lysstenen
Bolognesiska lysstenen (Bononiska stenen eller lapis solaris) är ett preparat av bariumsulfid, framställt genom upphettning av järnfri tungspat med glödande kol.
Preparatet fosforescerar starkt och utsänder efter belysning med solljus eller magnesialjus ett intensivt orangerött ljus. Denna egenskap bibehålls slå länge bolognesiska lysstenen skyddas mot fukt, till exempel i ett tillsmält glasrör. Den har använts för framställning av "självlysande" föremål som urtavlor och tändsticksställ. Upptäckten skall ha skett 1602 och tillskrivs en skomakare Vincenzo Casciarolo i Bologna. Genom densamma blev ett fenomen av fosforescens närmare känt. Det var det första uppmärksammandet av mineralet tungspat och därigenom av grundämnet barium och dess föreningar. Bolognesiska lysstenen är den äldsta konstgjorda fosforescerande ämnet.